# Alexander Palbitzki
Alexander Palbitzki, född 24 juni 1660 på Alvastra, död 10 juli 1724 på Julita herrgård, var en svensk kammarherre och godsägare.  
Han var son till Mattias Palbitzki (1623-1677) och Anna Regina Khevenhüller (1618-1666) som var dotter till riksrådet Paul Khevenhüller (1593-1655). Han var gift första gången från 1680 med Hebbla Margareta Banér (1660-1694) som var dotter till riksjägmästaren och landshövdingen Claes Banér (1620-1675) och från 1697 gift med Eva Lewenhaupt, (1664-1732) som var dotter till översten Axel Lewenhaupt (1625-1668). Tillsammans med sina båda fruar blev han far till aderton barn, varav några nådde betydelsefulla poster. 
Palbitzki var kammarpage hos kung Karl XI. Som page medföljde han kungen till fältslagen i Halmstad 1676, Lund 1676 och Landskrona 1677.
Som godsägare drev han flera gårdar och gods bland annat Alvastra kloster i Västra Tollstad 1677-1681, gården drogs in till kronan i samband med  reduktionen 1680. Fiskeboda i Julita socken 1700 -1724 samt Julita herrgård i Julita socken 1677-1680. Svenska staten drog genom reduktionen in gården 1680 och Alexander Palbitzki var därefter arrendator av Julita herrgård fram till sin död 1724. Dessutom ärvde han efter sin far en del i Äs säteri och via sin fru kom även Koberg och Uplo egendom under hans förvaltning. Som skriftställare utgav han 1694 skriften Deliciae Stargardenses, där han räknar upp sin fars 32 anor och under sin tid på Julita herrgård förde han en journal över sysslor och händelser på godset med noggranna anteckningar över antalet djur, inkomster från exempelvis oxhandel, skogsbruk, jordbruk och fiske. Därför kan man få en mycket god bild av hur gården fungerade mellan åren 1704 och 1724. Från år 1735 finns dessutom en detaljerad karta över Julita, utförd av lantmätare Mårten Rivell.